# Савичі (станція)
Савичі (біл. Савічы) — станція Могильовського відділення Білоруської залізниці в Бобруйському районі Могильовської області. Розташована за 1,1 км на північний захід від села Савичі; на лінії Жлобин — Осиповичі I, поміж зупинними пунктами 331 км і Бабине.